# Nerodia
Nerodia là một chi rắn nước không độc thuộc họ Colubridae. Chi này có 9 loài đều là loài bản địa Bắc Mỹ.
Chế độ ăn chính của chúng là cá và động vật lưỡng cư, và chúng khá thành thạo trong việc bắt cả trong môi trường nước. Chúng cũng ăn các loài bò sát nhỏ và động vật gặm nhấm sống gần nước.

## Loài và phân loài
Các loài và phân loài được công nhận:
- Nerodia clarkii (Baird & Girard, 1853)
  - Nerodia clarkii clarkii (Baird & Girard, 1853)
  - Nerodia clarkii compressicauda (Kennicott, 1860)
  - Nerodia clarkii taeniata (Cope, 1859)
- Nerodia cyclopion (A.M.C. Duméril, Bibron & A.H.A. Duméril, 1854)
- Nerodia erythrogaster (Forster, 1771)
  - Nerodia erythrogaster alta (Conant, 1963)
  - Nerodia erythrogaster bogerti (Conant, 1953)
  - Nerodia erythrogaster erythrogaster (Forster, 1771)
  - Nerodia erythrogaster flavigaster (Conant, 1949)
  - Nerodia erythrogaster neglecta (Conant, 1949)
  - Nerodia erythrogaster transversa (Hallowell, 1852)

- Nerodia fasciata (Linnaeus, 1766)

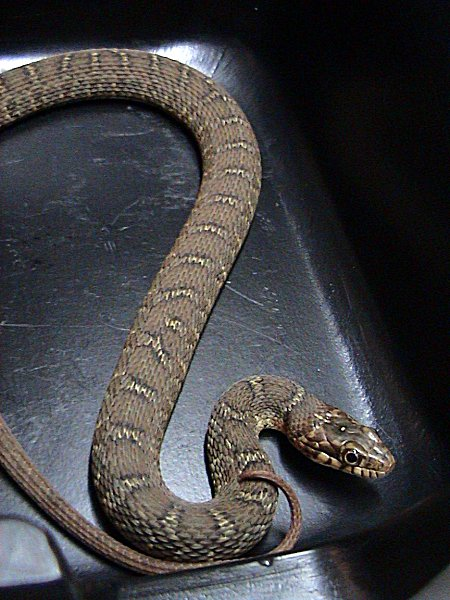
Nerodia erythrogaster transversa

  - Nerodia fasciata confluens (Blanchard, 1923)
  - Nerodia fasciata fasciata (Linnaeus, 1766)
  - Nerodia fasciata pictiventris (Cope, 1895)
- Nerodia floridana (Goff, 1936)
- Nerodia harteri (Trapido, 1941)
- Nerodia paucimaculata (Tinkle & Conant, 1961)
- Nerodia rhombifer (Hallowell, 1852) – diamondback water snake 
  - Nerodia rhombifer blanchardi (Clay, 1938)
  - Nerodia rhombifer rhombifer (Hallowell, 1852)
  - Nerodia rhombifer werleri (Conant, 1953)
- Nerodia sipedon (Linnaeus, 1758)
  - Nerodia sipedon insularum (Conant & Clay, 1937)
  - Nerodia sipedon pleuralis (Cope, 1892)
  - Nerodia sipedon sipedon (Linnaeus, 1758)
  - Nerodia sipedon williamengelsi (Conant & Lazell, 1973)
- Nerodia taxispilota (Holbrook, 1842)

## Phân bố
Các loài Nerodia phổ biến rộng rãi khắp nửa phía nam và phía đông của Hoa Kỳ, phía bắc vào Canada và phía nam vào Mexico, cũng như đến đảo Cuba. Nhiều phạm vi trùng nhau, và lai của các phân loài không phải là không xác định, nhưng rất hiếm. Hai loài Nerodia xâm lấn ở Tây Nam Hoa Kỳ.
- N. clarkii - xung quanh vịnh Mexico (Florida, Louisiana, Mississippi, Texas) và Cuba
- N. cyclopion - Texas, Louisiana, Arkansas, Missouri, Illinois, Mississippi, Alabama, Georgia, Florida, South Carolina, Tennessee, và Kentucky
- N. erythrogaster - Texas, Oklahoma, Kansas, Louisiana, Arkansas, Missouri, Mississippi, Alabama, Georgia, Florida, South Carolina, North Carolina, Illinois, Indiana, Ohio, Michigan, Iowa, Delaware and into Mexico (Durango, Zacatecas, Coahuila, và Nuevo León)
- N. fasciata - Texas, Louisiana, Oklahoma, Arkansas, Mississippi, Alabama, Florida, Georgia, South Carolina, North Carolina, Missouri, và Illinois
- N. harteri - Trung bộ Texas
- N. paucimaculata - Trung bộ Texas
- N. rhombifer - Texas, Oklahoma, Kansas, Louisiana, Arkansas, Missouri, Illinois, Indiana, Tennessee, Mississippi, và Alabama, as well as south into Mexico (Coahuila, Nuevo León, Tamaulipas, và Veracruz)
- N. sipedon - Colorado, Nebraska, Kansas, Oklahoma, Iowa, Missouri, Arkansas, Minnesota, Wisconsin, Illinois, Tennessee, Louisiana, Mississippi, Alabama, Georgia, Florida, South Carolina, North Carolina, Kentucky, West Virginia, Virginia, Indiana, Ohio, Pennsylvania, New York, Vermont, New Hampshire, Maine, Massachusetts, Rhode Island, Connecticut, New Jersey, Delaware, Maryland, Michigan, và về phía bắc đến Canada
- N. taxispilota - Florida, Alabama, Georgia, South Carolina, North Carolina, và Virginia